# جاكلين نويل
جاكلين نويل (بالإنجليزية: Jacqueline Noel)‏ هي أمينة مكتبة أمريكية، ولدت في 28 يونيو 1886 في واشنطن العاصمة في الولايات المتحدة، وتوفيت في 1964.